# Gust
Gust (株式会社ガスト, Kabushiki-gaisha Gust) est un développeur et éditeur japonais de jeux vidéo dont les séries les plus connues en Amérique et en Europe, du fait qu’elles ont été traduites et commercialisées sur ces territoires, sont : Atelier, Ar tonelico et Mana Khemia.

## Histoire
L'entreprise Gust a été fondée en 1993 à Nagano, dans la préfecture du même nom, au Japon. Première compagnie de logiciel à ouvrir dans cette région, l’équipe développa originellement des jeux doujinshi pour l’ordinateur; leur premier projet fut Story of King Ares. Par la suite, en 1994, la compagnie devint officiellement un développeur pour la PlayStation de Sony et le premier jeu à paraître sur cette console se nomma Falkata. En 1997, Gust sortit Atelier Marie, le précurseur des « Atelier », qui est sans nul doute la série la plus populaire, celle comprenant le plus de volets et la plus représentative de Gust Corporation. S’appuyant sur ce succès, l’entreprise prit petit à petit de l’expansion pour finalement commercialiser son premier jeu hors Japon en 2005 : Atelier Iris: Eternal Mana grâce à l’appui de NIS America pour l’édition.
Le 1er octobre 2014, Gust est absorbé par son éditeur, Koei Tecmo Holdings mais continue de développer ses licences à son nom.

## Liste des jeux

### Jeux sortis au Japon
Certains jeux ont plus d’une version sur différentes plates-formes, seule la première fait partie de la liste.
- La série des Atelier 
  - La série Salburg
    - Atelier Marie ~The Alchemist of Salburg~ (マリーのアトリエ ～ザールブルグの錬金術士～) – PlayStation (23/05/1997)
    - Atelier Elie ~The Alchemist of Salburg 2~ (エリーのアトリエ ～ザールブルグの錬金術士2～) - PlayStation (17/12/1998)
    - Atelier Lilie ~The Alchemist of Salburg 3~ (リリーのアトリエ ～ザールブルグの錬金術士3～) - PlayStation 2 (21/06/2001)
    - Atelier Marie & Elie ~The Alchemists of Salburg 1 & 2~ (マリー&エリーのアトリエ ～ザールブルグの錬金術士1・2～) - Dreamcast (15/11/2001)
    - Hermina and Culus ~Atelier Lilie Another Story~ (ヘルミーナとクルス) - PlayStation 2 (20/12/2001)
    - Atelier Marie, Elie, & Anis ~Message on the Breeze~ (マリー・エリー&アニスのアトリエ ～そよ風からの伝言～) - Game Boy Advance (24/01/2003)

  - La série Gramnad
    - Atelier Judie ~The Alchemist of Gramnad~ (ユーディーのアトリエ ～グラムナートの錬金術士～) - PlayStation 2 (27/06/2002)
    - Atelier Viorate ~The Alchemist of Gramnad 2~ (ヴィオラートのアトリエ ～グラムナートの錬金術士2～) - PlayStation 2 (26/06/2003)

  - La série Atelier Iris 
    - Atelier Iris ~Eternal Mana~ (イリスのアトリエ ～エターナルマナ～) - PlayStation 2 (27/05/2004)
    - Atelier Iris ~Eternal Mana 2~ (イリスのアトリエ ～エターナルマナ2～) - PlayStation 2 (26/05/2005)
    - Atelier Iris ~Grand Fantasm~ (イリスのアトリエ グランファンタズム) - PlayStation 2 (29/06/2006)

  - La série Mana Khemia
    - Mana-Khemia: Gakuen no Renkinjutsushitachi~ (マナケミア　〜学園の錬金術士たち〜) - PlayStation 2 (21/06/2007)
    - Mana-Khemia 2 ~Ochita Gakuen to Renkinjutsuchitachi~ (マナケミア2 ~おちた学園と錬金術師たち~) - PlayStation 2 (29/05/2008)

  - La série Atelier sur la DS
    - Atelier Lise ~The Alchemist of Ordre~ (リーズのアトリエ ～オルドールの錬金術士～) - Nintendo DS (19/04/2007)
    - Atelier Annie ~The Alchemist of Sera Island~ (アニーのアトリエ 〜セラ島の錬金術士〜) - Nintendo DS (12/03/2009)
    - Atelier Lina ~The Alchemist of Strahl~ (リーナのアトリエ 〜シュトラールの錬金術士〜) - Nintendo DS (22/12/2009)

  - La série Arland
    - Atelier Rorona ~The Alchemist of Arland~ (ロロナのアトリエ ～アーランドの錬金術士～) - PlayStation 3 (25/06/2009)
    - Atelier Totori ~The Alchemist of Arland 2~ (トトリのアトリエ ～アーランドの錬金術士 2～) - PlayStation 3 (24/06/2010)
- La série Ar tonelico
  - Ar tonelico ~Sekai no Owari de Utaitsudzukeru Shoujo~ (アルトネリコ 世界の終わりで詩い続ける少女) - PlayStation 2 (26/01/2006)
  - Ar tonelico II: Sekai ni Hibiku Shoujotachi no Metafalica (アルトネリコ２　世界に響く少女たちの創造曲（メタファリカ）) - PlayStation 2 (25/10/2007)
  - Ar tonelico III: Sekai Shūen no Hikigane wa Shōjo no Uta ga Hajiku (アルトネリコ3 世界終焉の引鉄は少女の詩が弾く) - PlayStation 3 (28/01/2010)
- Autres
  - Falcata ~Asutoran Pâdoma no Monshou~ (ファルカタ ～アストラン・パードマの紋章～)
  - Mêrupurâna (メールプラーナ)
  - Welcome House (ウエルカムハウス)
  - Welcome House 2 (ウエルカムハウス2)
  - Noir Yeux Noire -Cielgris Fantasm- (黒い瞳のノア)
  - Karyuujou (火竜娘)
  - Robin Lloyd no Bouken (ロビン・ロイドの冒険)
  - Taishou Mononoke Ibunroku (大正もののけ異聞録)
  - Jet Ion GP (フレースヴェルグ)
  -  Fairy Tail

### Jeux sortis en Amérique du Nord
- La série des Atelier
  - La série Atelier Iris 
    - Atelier Iris: Eternal Mana - PlayStation 2 (28/06/2005)
    - Atelier Iris 2: The Azoth of Destiny - PlayStation 2 (25/04/2006)
    - Atelier Iris 3: Grand Phantasm - PlayStation 2 (29/05/2007)

  - Atelier Annie: Alchemists of Sera Island - Nintendo DS (27/10/2009)
  - La série Mana Khemia
    - Mana Khemia: Alchemists of Al-Revis - PlayStation 2 (01/04/2008)
    - Mana Khemia: Student Alliance - PSP (10/03/2009)
    - Mana Khemia 2: Fall of Alchemy - PlayStation 2 (25/08/2009)

  - La série Arland
    - Atelier Rorona: Alchemist of Arland - PlayStation 3 (28/09/2010)
- La série Ar tonelico 
  - Ar tonelico: Melody of Elemia - PlayStation 2 (06/02/2007)
  - Ar tonelico II: Melody of Metafalica - PlayStation 2 (20/01/2009)
  - Ar tonelico Qoga: Knell of Ar Ciel  - PlayStation 3 (2011)

## Source
- (en) Cet article est partiellement ou en totalité issu de l’article de Wikipédia en anglais intitulé « Gust Co. Ltd. » (voir la liste des auteurs).